# Audi 50
Audi 50 var en minibil fra Audi bygget mellem 1974 og 1978.
Modellen var udstyret med en 1,1-litersmotor, som fandtes i to udgaver med 50 hhv. 60 hk.
Et år efter introduktion, i 1975, kom modellen som Volkswagen Polo.
Produktionen af Audi 50 ophørte i 1978. Derefter kom Audi først igen med en minibil i 1999, Audi A2.

## Tekniske specifikationer
| Model | Slagvolume cm³ | Max. effekt kW (hk) / omdr. | Max. drejningsmoment Nm / omdr. | 0-100 km/t sek. | Topfart km/t | Byggeår     |
| ----- | -------------- | --------------------------- | ------------------------------- | --------------- | ------------ | ----------- |
| 50 LS | 1092           | 37 (50) / 6000              | 77 / 3500                       | 15,4            | 142          | 1974 − 1978 |
| 50 GL | 1092           | 44 (60) / 6000              | 85 / 3500                       | 13,5            | 152          | 1974 − 1978 |